# Reload
ReLoad je sedmi album američkog treš metal sastava Metalika, izdat 1997. godine. Album predstavlja nastavak njihovog prethodnog albuma Load.

## Pesme
1. "Fuel
2. "The Memory Remains"
3. "Devil's Dance"
4. "The Unforgiven II"
5. "Better Than You"
6. "Slither"
7. "Carpe Diem Baby"
8. "Bad Seed"
9. "Where The Wild Things Are"
10. "Prince Charming"
11. "Low Man's Lyric"
12. "Attitude"
13. "Fixxxer"

## Postava benda
- Džejms Hetfild - vokal, ritam gitara
- Kirk Hamet — gitara
- Lars Ulrih — bubnjevi, udaraljke
- Džejson Njusted - bas-gitara